# 王治平 (作曲家)
王治平（1961年5月7日 —），苗栗縣客家人，台湾音樂製作人，现任華研國際音樂音樂總監。王治平在年輕時與庾澄慶組過樂團，曾擔任陶喆同名專輯、S.H.E、ASOS、林宥嘉、楊乃文和孫燕姿等藝人及組合之專輯製作，以林宥嘉《神秘嘉賓》專輯裡收錄的《眼色》以及田馥甄《To Hebe》專輯裡收錄的〈LOVE！〉分別獲得第20屆以及第22屆金曲獎最佳單曲製作人獎、並以田馥甄《My Love》專輯中〈請給我好一點的情敵〉一曲入圍第23屆金曲獎最佳單曲製作人獎。曾客串演出電視劇《愛上巧克力》、電影《西門町》。曾為電影《里約大冒險2》中文版擔任配音。

## 个人生活
王治平前妻为音樂填詞人范中芬（原名：范家榆），育有一女王若琳。两人在2002年離婚。
2010-2012年，王治平与林慧萍交往。

## 演出作品

### 電視劇
- 2012 《愛上巧克力》飾演 朝陽大師
- 2019 《一千個晚安》飾演 鮑毓文

### 電影
- 2012 《西門町》飾演 王雄
- 2014 《傑克的爺爺》飾演 評審
- 2018 《范保德》飾演 Andy
- 2018 《鬥魚 (電影)》飾演 裴語燕的父親

### 配音
- 2014 《里約大冒險2》中文版 飾演 耐久（Nigel）

### 音樂錄影帶
- 2016 群星《給牠一個家》
- 2016 Nora Says《所有關於她的》
- 2022 五堅情《LALALA》

## 演唱會相關
- S.H.E《移動城堡世界巡迴演唱會》擔任：音樂總監
- S.H.E《愛而為一世界巡迴演唱會》擔任：音樂總監
- S.H.E《Together Forever世界巡迴演唱會》擔任：音樂總監
- 田馥甄《如果世界巡迴演唱會》擔任：音樂總監

## 獎項紀錄
| 年份   | 金曲獎       | 獎項             | 歌手       | 歌曲名稱           | 專輯名稱                   | 唱片公司     | 結果 |
| ------ | ------------ | ---------------- | ---------- | ------------------ | -------------------------- | ------------ | ---- |
| 1993年 | 第5屆金曲獎  | 最佳專輯製作人獎 | 蔡琴       | 不適用             | 《你不要那樣看著我的眼睛》 | 波麗佳音     | 提名 |
| 2009年 | 第20屆金曲獎 | 最佳單曲製作人獎 | 林宥嘉     | 眼色               | 《神秘嘉賓》               | 華研國際音樂 | 獲獎 |
| 2011年 | 第22屆金曲獎 | 最佳單曲製作人獎 | 田馥甄     | LOVE！             | 《To Hebe》                | 華研國際音樂 | 獲獎 |
| 2012年 | 第23屆金曲獎 | 最佳單曲製作人獎 | 田馥甄     | 請給我好一點的情敵 | 《My Love》                | 華研國際音樂 | 提名 |
| 2025年 | 第36屆金曲獎 | 最佳專輯製作人獎 | JUD 陳泳希 | 不適用             | 《當我不敢說》             | 華研國際音樂 | 提名 |

## 外部連結
- 王治平的新浪微博